# 유엔 국민 계정 체계
유엔 국민 계정 체계(흔히 "SNA" 또는 "UNSNA"으로 축약된다)는 국민 계정에 대한 국제 표준 체계이다. 1953년에 첫 국제 표준이 발행되었다. 안내서는 1968년판, 1993년판, 2008년판까지 나왔다.
UNSNA의 목적은 눈에 띄는 경제활동 간의 통합적이고 완전한 국민계정의 국제적 비교를 가능케 하는 것이다. 제안점은 UNSNA를 사용함으로써 그들 고유의 국민계정체계를 만드는 중인 개별 국가 간의 국제적 비교성을 확보한다는 것이다.

## 자료의 출판
회원국의 경제·금융 자료는 연간(때로 분기별) 총생산, 투자, 자본 이전, 정부 지출, 해외 무역 등의 자료로 변환된다. 그 결과는 유엔 연간 보고서에 '국민 계정 통계: 주요 통계와 세부 도표' 항목으로 1993년 권고사항에 따라 실린다. (2008년판이 효력을 가질 때까지) 금액은 해당국 통화로 표기된다.

## 같이 보기
- 인간 개발 지수
- 거시경제학

## 참고서적
- CEC, IMF, OECD, UN & World Bank “System of National Accounts 1993”. Commission of the European Communities-Eurostat, International Monetary Fund, Organisation for Economic Co-operation and Development, United Nations and World Bank, Brussels/Luxembourg, New York, Paris, Washington, 1993, xlix + 711 pp.
- EC, IMF, OECD, UN & World Bank “System of National Accounts 2008”[깨진 링크(과거 내용 찾기)]. European Commission, International Monetary Fund, Organisation for Economic Co-operation and Development, United Nations and World Bank, New York, Dec. 2009, 1993, lvi + 662 pp.
- Carol S. Carson, Jeanette Honsa, "The United Nations System of National Accounts: an introduction", in: Survey of Current Business, June 1990  보관됨 2015-09-24 - 웨이백 머신
- *Paul Studenski, The Income of Nations; Theory, Measurement, and Analysis: Past and Present. New York: New York University Press, 1958.
- Zoltan Kenessey (Ed.), The Accounts of Nations, Amsterdam IOS, 1994.
- Andre Vanoli, A History of National Accounting, IOS Press, Amsterdam, 2005
- United Nations Statistics Division (UNSD) “National Accounts"[깨진 링크(과거 내용 찾기)].
- United Nations Statistics Division (UNSD) “Historic Versions of the System of National Accounts".
- The Review of Income and Wealth